# Brauerei Günther
Pour les articles homonymes, voir Günther.
La Brauerei Günther est une brasserie à Burgkunstadt.

## Histoire
En 1840, les frères Johann et Georg Günther commencent à brasser de la bière pour leur propre auberge en tant que brasseurs communaux dans la brasserie communale de Burgkunstadt.
En 1935, Baptist Günther construit une glacière avec une salle de stockage et de fermentation dans la ville basse, qui est transformée en salle de brassage avec un restaurant en 1952, qui existe toujours.
En 1990, la brasserie étend sa zone de vente au sud de la Thuringe. En raison de l'augmentation de la demande, la construction d'une nouvelle brasserie dans la zone commerciale de la ville commence en 2004 et s'achève en mai 2005.
Günther Bräu fournit principalement des restaurants et des marchés de boissons, mais aussi des festivals, des clubs et des clients qui récupèrent eux-mêmes leurs produits.
La brasserie est membre de Brauring, une société coopérative de brasseries privées d'Allemagne, d'Autriche et de Suisse.

## Production
Les bières suivantes sont présentes en permanence : pils, lager (Bernstein), schwarzbier, weizenbier, zwickelbier, Helles et Jubiläumsbier. En saison, les types de bière bock (mi-octobre à fin janvier) et "Wintergold" (mi-octobre à fin février) sont proposés.